# Гонсалес-Торрес, Феликс
Феликс Гонсалес-Торрес (исп. Félix González-Torres; 26 ноября 1957, Гуаймаро — 9 января 1996, Майами) — американский художник кубинского происхождения.

## Биография
Феликс Гонсалес-Торрес вырос в Пуэрто-Рико, где начал изучать искусство в Университете Пуэрто-Рико. С 1979 года жил и работал в Нью-Йорке. В 1983 году получил диплом фотографа в Института Пратта. В 1986 году Гонсалес-Торрес путешествовал по Европе и учился в Венеции. В 1987 году получил степень магистра изящных искусств в Международном Центре Фотографии и Нью-Йоркском университете. Преподавал в Нью-Йоркском университете и в Калифорнийском институте искусств в Валенсии.
Умер от СПИДа в Майами, Флорида.

## Творчество
Гонсалес-Торрес — один из основателей «искусства 1990-х» — искусства прямого действия и открытой коммуникации со зрителем, в противоположность респектабельному, стабильному, закрытому художественному объекту. Известен своими минималистскими инсталляциями и скульптурами, в которых он использовал такие материалы, как струны, лампочки, часы, кипы бумаг, конфеты (леденцы). Ранние работы художника представляли собой пазлы, сделанные промышленным способом на основе фотографий, взятых из прессы — «Без названия» (Клаус Барби как семьянин). 1988. Первые скульптуры — в виде стопок почти пустых белых листов бумаги (на них только надпись). Стопки своей формой указывали на погребальные стелы на кладбищах ветеранов — «Без названия» (Мемориал). 1989.
Работы Гонсалеса-Торреса представляют собой минималистские скульптуры — абстрактные, геометричные, холодные.
Например, аккуратные стопки листов бумаги с текстами и фото, которые зрителям предлагается уносить с собой. Но по мере исчерпания таких плакатов музей, купивший такую работу, берет на себя вечное обязательство допечатывать её по мере исчерпания запаса. Тем самым нарушается сама экономика и одновременно идеология современного искусства, искусства уникальных объектов и ограниченного тиража.
Или, «Без названия» (Плацебо. 1991) — обёрнутые в серебряную фольгу леденцы застилают пол правильным прямоугольником. Общий вес конфет составлял вес тела умершего от СПИДа возлюбленного художника. Сладость конфет становилась в этом контексте провокативной как в сексуальном, так и в религиозном смысле. Ведь зрителям предлагается вкушать «тело погибшего», пока весь запас не исчерпается и прямоугольник не исчезнет. После этого, по замыслу художника, музей насыпает новую порцию, выкладывает новый квадрат, и процесс начинается снова.
«Без названия» (1991) — на Манхэттене были размещены 24 билборда с фотографиями разобранной постели, ещё хранящей следы двух тел. Этот щемящий символ утраты и исчезновения одновременно нарушал границы между публичным и частным. Снимки стали предметом судебного разбирательства.
«Без названия» (Идеальные любовники. 1987—1990) — самая знаменитая работа, вошедшая во все учебники. Инсталляция состоит из двух висящих рядом одинаковых настенных часов, изначально синхронизированных, но со временем теряющих синхронизацию или вовсе выходящих из строя.

## Персональные выставки
Первая персональная выставка художника была представлена в Нью-Йорке в 1984 году. Гонсалес-Торрес сделал несколько важных выставок в галерее «Andrea Rosen» и музее «Hirchhorn». За год до своей смерти он сделал персональную выставку в Музее Гуггенхайма. После его кончины прошло несколько ретроспективных показов в МоМА и других музеях. В 1997 году был реализован его более ранний проект для американского павильона на Венецианской биеннале, и это стало наиболее успешной посмертной выставкой художника.